# Liste von Persönlichkeiten der Stadt Pirna
Diese Liste gibt eine Auswahl jener Persönlichkeiten, die mit der Stadt Pirna in Sachsen in Verbindung stehen.

## A
- Gustav Ernst Abendroth (* 20. Mai 1844 in Pirna; † 27. März 1928 in Harrissmith), südafrikanischer Organist, Komponist und Dirigent
- Gustav William Abendroth (* 10. Juli 1838 in Pirna; † 2. März 1908 in Dresden), Mathematiker, Physiker, Lehrer
- Hermann Arthur Abendroth (* 1. Oktober 1845 in Pirna; † nach 1912 in Berlin), Ingenieur
- Robert Abendroth	(* 9. März 1842 in Pirna; † 14. Februar 1917 in Leipzig), Kustos, Bibliothekar
- Karl Benjamin Acoluth (* 2. Juli 1726 in Pirna; † 29. Dezember 1800 in Bautzen), Jurist, Schriftsteller
- Friedrich Wilhelm Agthe (* 1796 in Sangerhausen; † 19. August 1830 in Pirna), Komponist, Kreuzkantor
- Karl Assmann (* 27. Juli 1890 in Friedrichsberg; † 1. April 1970 in Pirna), Bibliothekar, Direktor der Sächsischen Landesbibliothek

## B
- Steve Bache (* 1990), Filmregisseur, Drehbuchautor und Illustrator
- Helmut Bartels (1910–1980), Tiermediziner und Hochschullehrer
- Karl Friedrich Bartzsch (* 26. Oktober 1767 in Pirna; † 21. März 1832 in Pirna), Archidiakon, Superintendent in Pirna
- Karl Beger (* 22. Oktober 1885 in Pirna; † 20. Juli 1957 in Leipzig), Wasserbauingenieur
- Johannes Beier (* 16. August 1899 in Pirna; † 1975), Evangelist, Begründer der Adventistischen Gemeinschaft in Sachsen
- Bernardo Bellotto, genannt Canaletto (* 1721; † 1780), berühmter Vedutenmaler italienischer Abstammung
- Michael Bergmann (* 1633; † 1675), Autor von Nachschlagewerken
- Andreas Beuchel (* 17. Oktober 1963 in Pirna), evangelisch-lutherischer Theologe, Pfarrer und Superintendent
- Wolf Blechschmidt (* um 1500; † 1560 in Pirna), Baumeister, Steinmetz, Ratsbaumeister
- Michael Boehme (* 21. Oktober 1542 in Pirna; † 25. April 1616 in Torgau), Pädagoge, Lateinschulrektor in Torgau
- Johann Brehme (1510–unbekannt), evangelischer Pfarrer
- Guido Brescius (* 25. März 1824 in Bautzen; † 4. Dezember 1864 in Pirna), Ingenieur
- Wilhelm Brunner (* 4. Februar 1899 in Siersleben/Mansfeld; † 22. Februar 1944 in Dorpat), Oberbürgermeister von Pirna ab 1935, 1929–1934 Bürgermeister von Kötzschenbroda

## C
- Pol Cassel (* 17. März 1892; † 9. September 1945), Maler, arbeitete und wohnte 1939–1944 in Pirna
- Werner Coblenz (* 24. Mai 1917 in Pirna; † 7. Juni 1995 in Kempten (Allgäu)), Archäologe, Historiker
- Käte Conen (* 7. Juni 1940 in Pirna), Regisseurin auf dem Gebiet des Industrie- und Werbefilms

## D
- Alfred Dietrich (* 11. Juli 1843 in Pirna; † 6. September 1898), Chefkonstrukteur der Kaiserlichen Marine von 1879 bis 1898
- Gotthelf Anton Dietrich (* 5. Dezember 1797 in Chemnitz; † 3. März 1868 in Pirna), Arzt, Dichter, Übersetzer
- Johann Andreas Conrad Diller (* 1782 in Hildburghausen; † 22. Juni 1839 in Pirna), Buchhändler, Buchbinder, Verleger

## E
- Emmy von Egidy (* 1872; † 1946), deutsche Bildhauerin und Schriftstellerin
- (Christoph) Moritz von Egidy (1870–1937), Marineoffizier, Kapitän zur See, Kreuzerkommandant im Ersten Weltkrieg, später Kommandeur der Marineschule Mürwik in Schleswig-Holstein
- Johann Heinrich am Ende (* 24. August 1645 in Pirna; † 25. April 1695 in Leipzig), Maler
- Gerhard Engelmann (* 16. Oktober 1894 in Pirna; † 16. September 1987 in Hoppenrade), Geograf, Heimatforscher
- Friedrich Arthur Eysoldt (* 1. August 1832 in Pirna; † 8. März 1907 in Laubegast bei Dresden), Rechtsanwalt, MdR, MdL, Politiker (deutsch-freisinniger Landesverein)
- Gertrud Eysoldt (* 30. November 1870 in Pirna; † 5. Januar 1955 in Ohlstadt), Schauspielerin und Regisseurin, Tochter von Friedrich Arthur Eysoldt

## F
- Constantin Carl Falkenstein (* 12. November 1801 bei Remetschwil; † 18. Januar 1855 in Sonnenstein bei Pirna), Bibliothekar
- Johann Christian Fiedler (* 1697 in Pirna, † 1765), Maler
- Hermann Finck (* 21. März 1527 in Pirna; † 28. Dezember 1558 in Wittenberg), Musiktheoretiker, Komponist, Organist
- Francesco Friedrich (* 2. Mai 1990), deutscher Bobfahrer
- Lorencz Fuchs (um 1551), Bürgermeister von Pirna
- Heinz Fülfe (* 1920; † 1994), deutscher Puppenspieler, Mitarbeiter der Pirnaer Puppenspiele die von Wolfgang Hensel 1945 gegründet wurden.

## G
- Arthur Johannes Gaitzsch (* 1879; † 1951), (Ober-)Bürgermeister von 1919 bis 1933
- Anna Marie Geibelt (* 1838; † 1923), Wohltäterin
- Ulrich Grasnick (* 1938), deutscher Dichter
- Friedrich August Greif (* 1830; † 1905), Begründer der Greifschen Stiftung
- Karl Grumpelt (* 1920; † 1998), Museumsdirektor und Ehrenbürger
- Erich Grützner (* 30. Juli 1910 in Pirna; † 2001), SED-Funktionär, Chef des Rats des Bezirkes Leipzig
- Christian August Günther (* 4. Juni 1760 in Pirna; † 8. März 1824 in Dresden), Maler, Zeichner, Kupferstecher

## H
- Carl Wilhelm Häcker (* 1819; † 1886), Pionier der Photographie
- Carl Albin Haendel (* 21. Mai 1809 in Pirna; † 1886), Verlagsbuchhändler
- Heinrich Gustav Haensel (* 22. November 1841 in Pirna; † 14. Juli 1923 in Pirna), Chemiker, Fabrikant, Ehrenbürger (1904)
- Otto Hanisch (1843 in Pirna; † nach 1912), Kaufmann, Politiker und Reichstagsabgeordneter
- Georg Hanke (* 2. Februar 1938 in Pirna; † 8. August 2001 in Bautzen), Generalvikar des Bistums Dresden-Meißen
- Klaus-Peter Hanke (* 1953 in Dresden) Oberbürgermeister von Pirna von 2010 bis 2024
- August Hanow (* 10. August 1591 in Greifenberg/Pommern (Gryfice); † 24. August 1661 Gamig bei Pirna), Offizier
- Paul Hartwig (* 18. Februar 1859; † 3. August 1919 in Gaschwitz), deutscher Archäologe
- Wilhelm Adolph Haußner (* 1819; † 1849), Arzt und Stadtverordneter, Revolutionär von 1848/49 und Aufständischer beim Dresdner Maiaufstand 1849
- Christoph Haymann (* 15. August 1709 in Langenhennersdorf bei Pirna; † 7. Juni 1783 in Meißen), Superintendent in Glauchau und Meißen
- Jochen Helbig (* 25. August 1927 in Pirna), Denkmalpfleger und Zeichner
- Martin Hellinger  (* 17. Juli 1904 in Pirna; † 13. August 1988 in Hamburg), Zahnarzt, SS-Hauptsturmführer und Lagerarzt in mehreren Konzentrationslagern
- Annegret Herzberg (* 1945 in Pirna), Schriftstellerin und Verlegerin, erste Dresdner Stadtschreiberin
- Karl Friedrich Hirschberg (* um 20. November 1734 in Pirna; † 30. März 1790 in Pirmasens), Maler
- Carl Ludwig Hoch († 1869), Dr. med., kgl. sächsischer Bezirksarzt, Ehrenbürger
- Carl Gottlob Horn (* 1734 in Pirna; † 1. Mai 1807 in Emkendorf/Holstein), Architekt, Baumeister, Innen- und Landschaftsarchitekt
- Lorenz Hörnig (* um 1577 in Apolda; † 12. März 1624 in Pirna), Bildhauer, Steinmetz
- Melchior Hoffmann (* um 1679 in Bärenstein bei Pirna; † 6. Oktober 1715 in Leipzig), Komponist, Organist, Kapellmeister
- Nickel Hoffmann (* um 1510; † 1592), Steinmetz, Bildhauer, Werkmeister und Bauunternehmer
- Alfred Hütter (* 1915 in Pirna; † 1984 in Dresden), Professor und Namensgeber des Alfred-Hütter-Laboratoriums der TU Dresden

## J
- Theophilus Jacobäer (* 1591; † 1659), Apotheker, „Retter“ im Dreißigjährigen Krieg
- Robert Jahn (* 7. März 1987 in Pirna), Schriftsteller, Grafikdesigner
- Steffen Janich (* 1971), AfD-Politiker
- Johann Gottfried Jentzsch (* 5. Oktober 1759 in Hinterjessen bei Pirna; † 16. Februar 1826 in Dresden), Landschaftsmaler, Zeichner und Kupferstecher
- Wolfgang Jossunek (* 1940 in Pirna; † Juli 2003), Maler

## K
- Balthasar Kademann (* 1533 in Ortrand; † 17. Oktober 1607 in Pirna), Theologe, Hofprediger, Superintendent in Pirna
- Siegfried Kath (* 1936 in Steglin; † 2008 in Berlin), 1969–1974 Kunsthändler und Millionär in Pirna
- Wolf Caspar von Klengel (* 1630; † 1691), Kommandant auf Schloss Sonnenstein
- Rolf-Dieter Kluge (1937–2024), Slavist
- Oskar Knofe (* 14. Mai 1888 in Pirna; † 1978), Polizeipräsident, SS-Brigadeführer und Generalmajor der Polizei
- Annemarie Köhler (* 1893 in Crimmitschau, † 17. September 1948 in Pirna), Ärztin, befreundet mit der Familie Victor Klemperer, sie rettete unter Lebensgefahr die Tagebücher Victor Klemperers
- Werner Kohlert (* 1939), deutscher Kameramann und Dokumentarfilmer
- Paul Körner (* 2. Oktober 1893 in Pirna; † 29. November 1957 in Tegernsee), Politiker (NSDAP), SS-Obergruppenführer, verurteilter Kriegsverbrecher
- Günter Kotte (* 11. Januar 1949 in Pirna), Autor, Dokumentarfilmer und Regisseur
- Gottlieb Ludolph Krehl (* 13. Januar 1745 in Königerode; † 10. März 1823 in Pirna), Superintendent in Pirna von 1789–1823
- Bruno Krell (* 1903; † 1976), Bildhauer
- August Otto Krug (* 21. Juni 1868 in Dresden; † 17. August 1945 ebenda), Jurist, Hochschullehrer und Verwaltungsbeamter; arbeitete zwischen 1896 und 1900 als Hilfsrichter in Pirna
- Rudolf Kühn (* 29. Juni 1886 in Pirna; † 25. Oktober 1950 in Berlin), deutscher Architekt
- Hugo Küttner (* 1879; † 1945), Unternehmer, Kunstseide-Produzent
- Friedrich Wilhelm von Kyaw (* 22. Januar 1708 in Pirna; † 30. März 1759 in Schweidnitz), preußischer  Generalleutnant

## L
- Anton Lauterbach (* 13. Januar 1502 in Stolpen; † 18. Juli 1569 in Pirna), Pfarrer, Superintendent in Pirna
- Auguste Lewinsohn (geb. Gantze) (* 1. April 1868 in Pirna; † 1957 in Dresden), SPD-Politikerin
- Johann Siegmund von Liebenau (1607–1671), Amtshauptmann und Oberkommandierender der sächsischen Festungen
- Johannes Lindner (um 1450–um 1530), Dominikaner und Chronist
- Rudolf Lipowski (* 1927), Maler und Grafiker
- Elfriede Lohse-Wächtler (* 4. Dezember 1899 in Löbtau bei Dresden; † 31. Juli 1940 in Pirna), Malerin, Opfer der Aktion T4
- Gisbert Ludewig (* 1930), Kletterer in der Sächsischen Schweiz
- Arthur Lüdicke (* 11. Dezember 1851 in Pirna; † März 1942 oder 3. November 1940), Ingenieur und Hochschullehrer
- Eberhard Luther (1932–2003), Weltmeister im Sportkegeln

## M
- Elrid Metzkes (* 3. März 1932 in Pirna; † 20. November 2014), Textilgestalterin
- Paul Milde (* 1995), Fußballspieler
- Rocco Milde (* 1969), Fußballtrainer und ehemaliger Fußballspieler
- Christoph Mühlbach (* 4. Dezember 1613 in Krebs bei Pirna; † 7. Oktober 1681 in Leipzig), Oberpostmeister
- Johannes Friedrich Wilhelm Müller (* 11. Dezember 1782 in Stuttgart; † 3. Mai 1816 in Pirna), Kupferstecher
- Richard Mucke (* 23. März 1846 in Pirna; † 10. November 1925 in Pötzscha), Geograph, Ethnologe, Hochschullehrer in Dorpat
- Uwe Müßiggang (* 1951), Bundestrainer der Biathlon-Damen-Nationalmannschaft
- Regina Mönch (* 1. Januar 1953 in Pirna), Journalistin
- Wolfram Müller (* 1981), Leichtathlet

## N
- Ramona Neubert (* 26. Juli 1958), Leichtathletin und Olympiateilnehmerin
- Carl Heinrich Nicolai (* 26. November 1739 in Berlin; † 18. September 1823 in Lohmen bei Pirna), Pädagoge, Pfarrer, Schriftsteller

## O
- Rudolf Opitz (* 3. Januar 1890 in Radebeul; † 16. Juli 1940 in Kłobuck bei Tschenstochau), Lehrer, Paläontologe und Schriftsteller war Lehrer in Pirna

## P
- Karl Petau (* 12. Oktober 1890 in Pirna; † 22. Januar 1974 in Düsseldorf), Maler, Grafiker und Plakatkünstler
- Carl Friedrich Peters (* 30. März 1779 in Leipzig; † 20. November 1827 in Pirna), Musikverleger (Edition Peters)
- Christian Traugott Pfuhl (Křesćan Bohuwěr Pful) (* 28. März 1825 in Preuschwitz bei Bautzen; † 21. Dezember 1889 in Pirna), Lexikograf
- Burkart Philipp (1925–2015), Chemiker und Hochschullehrer
- Elfriede Preibisch (* 16. November 1926 in Pirna; † 2. August 2021 in Amberg), Leichtathletin
- Ernst Gottlob Pienitz (* 20. August 1777 in Radeberg; † 30. Mai 1853 in Pirna), Arzt
- Frank Peschel (* 1974), Politiker (AfD)

## Q
- Theodor Quentin (* 1. November 1851 in Preußisch Stargard; † 26. März 1905 in Eisenach), deutscher Architekt und Kirchenbauer, lebte lange Zeit in Pirna
- Johann Quirsfeld (* 22. Juli 1642 in Dresden; † 18. Juni 1686 in Pirna), Theologe, Archidiakon, Musikschriftsteller

## R
- Siegfried Rädel (* 7. März 1893 in Pirna; † 10. Mai 1943 in Berlin), MdR, KPD-Politiker, Gegner des NS-Regimes
- Johann Richard Rätzsch (* 11. Dezember 1850 in Dresden; † 26. Mai 1898 in Pirna), Stenograf
- Max Rennau (* 3. August 1863; † 21. Juni 1941 in Freiberg), Kantor, Lehrer und Heimatforscher
- August Richter (* 3. Juni 1801 in Dresden; † 19. November 1873 in Pirna), Maler
- Enrico Richter (* 3. August 1961 Pirna), Boxer
- Paul August Ritterstädt (* 2. Januar 1796 in Pirna; † 2. Mai 1883 in Dresden), Jurist und Politiker, erster frei gewählter Bürgermeister von Pirna, MdL
- Paul Hermann Ritterstädt (* 11. März 1841 in Pirna; † 26. März 1924 in Dresden), Jurist und höherer sächsischer sächsischer Staatsbeamter
- Hermann Rosa (* 1911; † 1981), deutscher Bildhauer
- Emil Adolf Roßmäßler (* 1806; † 1867), Abgeordneter für Pirna in der Frankfurter Nationalversammlung
- Michael Rösch (* 4. Mai 1983), Biathlet, Olympiasieger
- Fritz Rösler (* 1935), Musiker(Oboe), Komponist, Leiter der Musikschule

## S
- Zada Salihović (* 28. März 2000), deutsche Politikerin (Die Linke), MdB
- Hans Sattler (* 3. Januar 1901 in Pirna; † 26. August 1959 in Esslingen am Neckar), Komponist, Musiker und Autor
- Johannes Schaaf (* 19. Februar 1920 in Pirna; † nicht ermittelt), Mediziner und Hochschullehrer
- Hans Fritz Scheufler (* 25. Januar 1883; † 29. April 1952), Bürgermeister von 1924 bis 1935
- Mandy Schmidt (* 16. Oktober 1985 in Pirna), Radiomoderatorin
- Werner Schmidt (* 26. Mai 1930 in Pirna; † 15. Juli 2010 in Dresden), Kunsthistoriker und Museumsleiter
- Eberhard Schmieder (* 3. Juni 1908 in Pirna; † 1993), Historiker und Hochschullehrer
- Hermann Schreck (* 28. Juni 1817 in Belgern; † 30. November 1891), Jurist und Politiker (DFP), MdR, MdL (Königreich Sachsen)
- Dieter Schubert (* 11. September 1943 in Pirna-Copitz), Ruderer, Olympiasieger 1968 und 1972 im Vierer ohne Steuermann
- Götz Schubert (* 13. Februar 1963), Schauspieler
- Heinrich Schubert (* 23. Januar 1926 in Pirna; † 9. April 2018), Ingenieur für mechanische Verfahrenstechnik und Aufbereitungstechnik
- Veit Schubert (* 1960 in Pirna), Schauspieler, Regisseur und Dozent für Schauspiel
- Wilhelm Schubert (* 22. August 1889 in Pirna; † 23. Juli 1962 in Dresden-Hellerau), Gebrauchsgrafiker.
- Michael Schulz (* 8. Juli 1963 in Dresden), Jazzmusiker, Komponist
- Eva Schulze-Knabe (* 11. Mai 1907 in Pirna; † 15. Juli 1976 in Dresden), Grafikerin, Gegnerin des NS-Regimes, Ehrenbürgerin (1972)
- Gunter Schwarze (* 1928 in Pirna; 18. Mai 2013), Mathematiker und Hochschullehrer
- David Schwenke (* September 1575 in Pirna; † November 1620 in Pirna), Bildhauer, Steinmetz
- Michael Schwenke (* 30. Mai 1563 in Pirna; † 10. Juli 1610 in Pirna), Bildhauer, Steinmetz
- Johann David Schwertner (1658–1711), deutscher Geistlicher und Theologe
- Johannes Sommer (* 1542 in Pirna; † 1574 in Klausenburg, Siebenbürgen), humanistischer Schriftsteller, Historiker und unitarischer Theologe
- Heinrich Spangenberg (* 5. Januar 1879 in Pirna; † 1. Mai 1936 in München), Bauingenieur
- Artur Speck (* 19. Juni 1877 in Pirna; † 25. Januar 1960 in Dresden), Straßenbauingenieur und sächsischer Ministerialrat
- Oskar Speck (* 20. August 1855 in Neustadt bei Siegmar; † 4. Februar 1922 in Pirna), Begründer der wissenschaftlichen Stadtgeschichtsschreibung in Pirna
- Hans Christian Spieß (* 23. Juni 1858 in Dresden; † 26. Mai 1929 in Pirna), Jurist, MdL, konservativer Politiker
- Annemarie Spitzner (* 31. Mai 1899 in Dresden; † 6. August 1934 in Warmbrunn), Wohlfahrtspflegerin und Heilpädagogin
- Reinhold Spranger (* 29. Dezember 1836 in Oelsnitz; † 17. September 1874 in Pirna), Bibliothekar
- Robert Sterl (* 23. Juni 1867 in Großdobritz bei Dresden; † 10. Januar 1932 in Naundorf bei Pirna), Maler, Grafiker
- Tom Stohn (* 21. Dezember 1968 in Pirna), Fußballspieler
- Johann Gottlob Stoltze (* 1668 in Pirna; † 1746 in Lübben), Theologe, Superintendent in Waldenburg
- Johann Michael Strauß (* 1628 in Wittenberg; † 1692 in Pirna), 1668 bis 1692 Superintendent von Pirna

## T
- Johannes Tetzel (* um 1465 in Pirna; † 11. August 1519 in Leipzig), Dominikaner, Inquisitor, Ablassprediger
- Karl Christoph Thiele (* 26. Juni 1715 in Markersbach bei Pirna; † 7. März 1796 in Meißen), Maler, Radierer
- Johann Friedrich Wilhelm Tischer (* 5. August 1767 in Dautzschen; † 28. April 1842 in Pirna), Pfarrer, Superintendent in Plauen und Pirna, Schriftsteller
- Gottlob August Tittel (* 1739; † 1816), Philosoph
- Roman Trekel (* 1963), Bariton und Kammersänger
- Georg Trexler (* 9. Februar 1903 in Pirna; † 15. Dezember 1979 in Leipzig), Kantor, Organist, Musikpädagoge
- Willy Tröger (* 2. Oktober 1928 in Zwickau; † 30. März 2004 in Pirna), Fußballspieler

## U
- Markus Ulbig (* 1. April 1964 in Zinnwald), Oberbürgermeister von Pirna von 2001 bis 2009
- Joachim Ulbricht (* 23. Mai 1924 in Pirna; † 30. November 2017), Chemiker
- Peter Ulrich (* um 1440 in Heilbronn; † 1513/14 in Pirna), Baumeister (Peter von Heilbronn, Peter von Pirna)

## V
- August Leopold Venus (* 14. Juni 1843 in Dresden; † 23. Dezember 1886 in Pirna), Maler, Illustrator

## W
- Peggy Waleska (* 11. April 1980 in Pirna), Ruderin und 2004 Olympiazweite
- Jan Korla Wałtar (* 21. Januar 1860 in Burkhardswalde bei Pirna; † 5. Dezember 1921 in Neschwitz bei Bautzen), Pfarrer, Dichter (Johannes Karl Walther)
- Michael Walter (* 12. März 1959 in Pirna; † 6. August 2016), Rennrodler
- Rudolf Weinhold (* 16. März 1925 in Pirna; † 1. Februar 2003 in Dresden), Volkskundler
- Siegfried Weiß (* 14. Februar 1914 in Pirna; † 26. Juni 1986 in Pirna), Generalleutnant der NVA
- Ekkehard Wlaschiha (* 28. Mai 1938 in Pirna; † 20. Februar 2019), Opernsänger (Bassbariton)

## Z
- Rudolph Otto Zaunick (* 26. August 1893 in Dresden; † 13. November 1967 in Pirna), Naturwissenschaftler
- Max Zimmering (* 16. November 1909 in Pirna; † 15. September 1973 in Berlin), Schriftsteller, Redakteur, Ehrenbürger (1971)
- Josef Zimmering (* 19. Mai 1911 in Pirna; † 1995 in Dresden), Politiker und Diplomat der DDR, Legationsrat und Ständiger Vertreter der DDR bei der UN-Wirtschaftskommission in Genf

## Quelle
- Einträge in der Sächsischen Biografie